# Mehboob Khan (músico)
Mehboob Khan, también conocido como H. Mehboob, Mehboob Bhai (Malayalam: മെഹ്ബൂബ്; 1925, Cochín, Kerala-1981) fue un músico indio y cantante de playback indio. Fue uno de los cantantes más exitosos de la industria del cine Malayalam durante la década de los años 1950 y comienzos de los 1960, con un buen número de éxitos en su trayectoria artística.

## Biografía
Mehboob nació en Mattancherry, Reino de Cochín, en el seno de una familia acosada por la pobreza cruda. Pasó su infancia en las inmediaciones del batallón de Bengala, era un lustrabotas y se dedicaba a lustrar zapatos de pulido para un campamento militar, mientras que su madre se dedicaba a la limpieza. En el campamento, Mehboob recopiló diferentes temas musicales en diferentes idiomas que cantaban  soldados procedentes de diversas partes del país, como también de algunos soldados británicos. 
Mehboob creció para convertirse en un cantante de opción para las diversas ceremonias prenupciales, realizados por familias ricas en Cochin. Se hizo famoso, tras conquistar amigos y admiradores. Mehboob no tenía casa real, pero vivió con sus amigos. Muchas de sus primeras canciones fueron escritas por Mepalli Balan y Nelson Fernandes, con un sabor especial de la música típica de su natal Mattancherry. Estas canciones nunca se registraron. Fue Pankaj Mullick, quien reconoció la capacidad de su talento por primera vez. Recomendó Mehboob para ingresar a los estudios de grabaciones y realizar conciertos para Mohammed Rafi.

## Temas musicales
- "Arakka Roopa" (Neelisally)
- "Halu Pidichoru Puliachhan Pulivalupidichoru Nairachan" (Nairu Pidicha Pulivalu)
- "Ee Chiriyum Chiriyalla" (Subaida)
- "Ellaarum Thattanu Muttanu" (Mudiyanaya Puthran)
- "Enthoru Thontharavu" (Moodupadam)
- "Kathu Sookshiochore Kasthuri Mampazham" (Nairu Pidicha Pulivalu)
- "Kandam Bechoru Kottanu Athu Mammad Kakkede Kottanu" (Kandam Bacha Kotte)
- "Kandu Randu Kannu" (Chuzhi)
- "Kollaan Nadakkana" (Subaida)
- "Kozhikodangdeele Koyakkande Kadayilu Koyinde Kariyude Charu" (Thankakkudam)
- "Manennum Vilikkila Mayilennum Vilikkila" (Neelakuyil)
- "Naya Paisayilla Kayyiloru Naya Paisayilla" (Neelisally)
- "O Rikshawalla" (Odayil Ninnu)
- "Pandu Pandu Ninne Kanda Nalilla" (Rarichan Enna Pauran)
- "Saayippe Saayippe Aslam Alaikkum" (Pazhassi Raja)
- "Thinakkam Theyyakkam" (Mudiyanaya Puthran)
- "Vandi Vandi Ninne Pole Vayaril Enikkum Theeyanu (Doctor)
- "Vandikkaran Beerankakka Randam Kettinu Poothim Bechu" (Porter Kunyali)
- "Zindabad Zindabad Swantham Karyam Zindabad" (Kandam Bacha Kotte)